# María del Carmen Bousada de Lara
María del Carmen Bousada de Lara (Cádiz, 5 de enero de 1940 – El Puerto de Santa María, 11 de julio de 2009) fue una mujer española que alcanzó repercusión mundial al convertirse en la madre más anciana del mundo, a los 67 años, el 29 de diciembre de 2006. Más tarde se convirtió en una firme defensora de los derechos de las madres de mayor edad, un tema muy controvertido.
Los bebés gemelos, Christian y Pau, nacieron prematuramente por cesárea. Carmen admitió que había mentido a los médicos sobre su edad cuando recibió un tratamiento de fecundación in vitro en una clínica de California. En el momento de dar a luz, se convirtió en la madre más anciana del mundo, superando el récord establecido en 2005 por la rumana Adriana Iliescu. Dos años más tarde, Omkari Panwar, una mujer de 70 años del estado indio de Uttar Pradesh, dio a luz a gemelos; sin embargo, la edad de Panwar no está documentada oficialmente.

## Controversia ética
Los críticos de la maternidad tardía caracterizaron la decisión de Carmen de tener hijos como «egoísta, antinatural y errónea, sus hijos son víctimas inocentes de su pernicioso plan para la auto-gratificación reproductiva.» Sus propios hermanos criticaron públicamente su decisión. Ella defendió con vehemencia su decisión. En el momento del nacimiento declaró que «Todo el mundo tiene que tener los hijos en el momento adecuado para ellos. Este era el momento adecuado para mí. Era algo que siempre soñé.» En una entrevista en 2006 afirmó que su madre había llegado a la edad de 101 y que por lo tanto esperaba una buena oportunidad de criar a sus hijos y e incluso de ver a sus nietos.

## Fallecimiento
Carmen Bousada falleció en El Puerto de Santa María el 11 de julio de 2009 a los 69 años de cáncer de ovario, cuando sus hijos tenían dos años y medio de edad.